# Jacira Mendonca
Jacira Francisco Mendonca (sinh ngày 7 tháng 1 năm 1986 tại Bissau) là một nữ đô vật của Guinea-Bissau. Cô đại diện cho Guinea-Bissau trong Thế vận hội Mùa hè 2012 tại London, Vương quốc Anh.